# NGC 7800
NGC 7800 este o low-surface-brightness galaxy⁠(d) situată în constelația Pegas. A fost descoperită în 24 decembrie 1783 de către William Herschel. Se află la o distanță de 21,48 de megaparseci de Pământ.